# Conservazione e restauro dei dipinti su tavola
La conservazione e restauro dei dipinti su tavola comporta misure preventive e di trattamento adottate dai conservatori dei dipinti per rallentare il deterioramento, preservare e riparare i danni. I dipinti su tavola sono costituiti da un supporto in legno, un fondo (lino o pergamena incollata con colle, resina e gesso) e uno strato di immagine (encausto, tempera, olio). Sono per lo più costituiti da due o più tavolette, tenute insieme da traverse, che possono separarsi a causa dell'età e dell'instabilità del materiale a causa dalle fluttuazioni dell'umidità relativa e della temperatura. Questi fattori compromettono l’integrità strutturale e possono portare a deformazioni e sfaldamenti della superficie pittorica. Il legno è inoltre particolarmente suscettibile ai danni da parassiti, dinentano quindi essenziali un piano di lotta integrata e una regolarizzazione delle condizioni di stoccaggio e esposizione. I trattamenti passati che sono caduti in disuso perché possono causare danni permanenti includono il trasferimento del dipinto su un nuovo supporto, l'assottigliamento e il rinforzo con l'aggiunta di supporti rigidi in legno sul retro dei dipinti. Oggi i restauratori devono spesso ovviare ai i danni generati dai precedenti interventi di restauro. Le moderne tecniche di conservazione e restauro favoriscono un intervento minimo che assecondi la naturale tendenza del legno a reagire ai cambiamenti ambientali. I trattamenti possono includere l'applicazione di listelli flessibili per ridurre al minimo la deformazione o semplicemente non agire sulle distorsioni, concentrandosi invece sulla cura preventiva per preservare l'opera d'arte nel suo stato originale.

## Cure preventive
La conservazione preventiva implica la mitigazione di potenziali minacce alla stabilità di un manufatto o di un esemplare attraverso una serie di mezzi. Minacce come incendi, inondazioni, disastri naturali, violenza fisica e furto non possono essere previste e i vizi intrinseci possono essere affrontati solo attraverso una prudente gestione del rischio, cura e manipolazione degli oggetti del museo.
Il personale addetto alla conservazione e alla cura può mitigare i rischi correggendo le condizioni di conservazione inadeguate che possano causare o favorire i danni generati dei parassiti, dall'umidità e dalle muffe. Questi problemi possono essere ulteriormente accelerati dalle fluttuazioni ambientali e dall’inquinamento locale e stagionale. Protocolli di manipolazione adeguati possono aiutare a prevenire i danni chimici causati dal contatto con i grassi della pelle e i danni strutturali dovuti allo stress fisico. Il deterioramento si verifica anche a seguito dell'esposizione alla luce quando gli oggetti vengono esaminati, esposti, fotografati e trasportati.

### Condizioni ambientali
Le variazioni di umidità e temperatura possono portare a danni strutturali della superficie dipinta a causa delle azioni cumulate a lungo termine. Nelle tavole costituite da più parti di legno per comporre una superficie maggiore, il danno è spesso visibile nel punti di connessione. La temperatura dovrebbe essere mantenuta a 21 ±1°C (nei mesi invernali) e 23 ± 1°C (nei mesi estivi) e l'umidità relativa al 55% ± 5% (se superiore al 65% può portare alla crescita di muffe e marciume secco).
I dipinti su tavola sono soggetti a varie condizioni ambientali durante l'esposizione. La regolazione della temperatura, dell'umidità relativa, dell'intensità della luce, della durata dell'esposizione e degli inquinanti atmosferici sono fattori essenziali nella conservazione del dipinto. La filtrazione dell'aria tramite sistemi HVAC può ridurre i gas e gli inquinanti atmosferici all'interno degli spazi espositivi e delle aree di stoccaggio. Mantenere i livelli di luce il più bassi possibile, tra 50 e 150 Lux, riduce al minimo i danni cumulativi e irreversibili della luce.

### Lotta integrata contro i parassiti

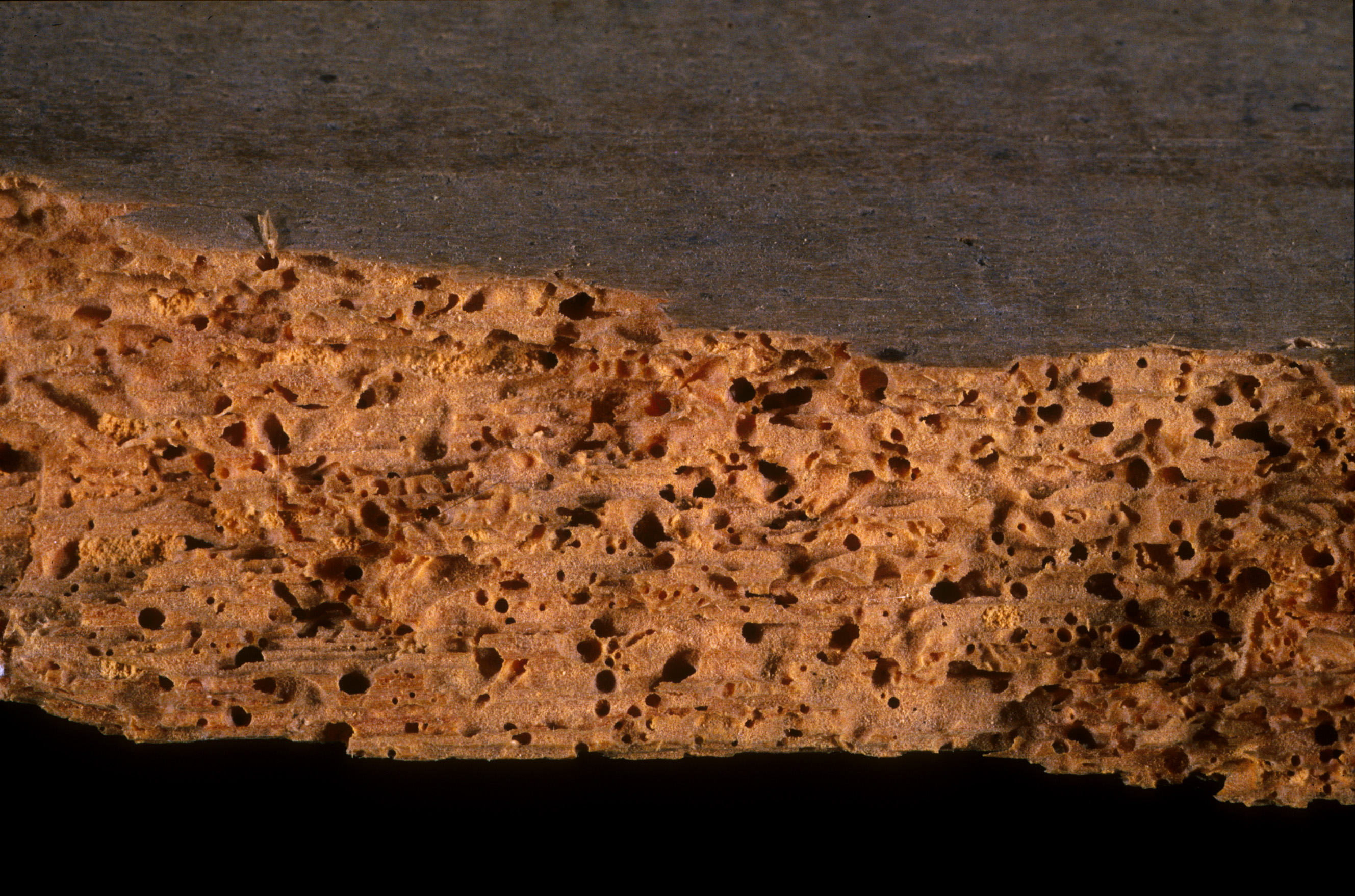
Danni causati da uno scarafaggio

Le politiche di Integrated Pest Management (la gestione integrata dei parassiti nei musei, nelle biblioteche, negli archivi e nelle collezioni private) nascono per ridurre o limitare eventuali problematiche relative ad infestanti che danneggiano gli oggetti all'interno delle collezioni. I concetti di base discussi nelle politiche di gestione integrata dei parassiti includono la limitazione del consumo di alimenti e bevande zuccherate nelle aree espositive, e il loro stoccaggio nelle aree circostanti, oltre al mantenimento della pulizia nelle aree espositive e di deposito. Infatti anche lo stoccaggio entra in gioco anche quando si tratta di gestione dei parassiti, controllo del clima, valutazione dei sistemi HVAC e contaminazione dovuta all’esposizione.

### Gestione
Prima di qualsiasi manipolazione, è necessario completare un esame del lavoro, comprendendo la ricerca di segni di indebolimento della struttura e stabilità del materiale. Dovrebbero essere controllati sia il dipinto che lo spazio in cui viene trasferito. Queste note dovrebbero essere condivise con i preparatori, i registrar e lo staff curatoriale. Il metodo di manipolazione consigliato per i dipinti su tavola è simile a quello delle tele e di altre opere bidimensionali. I conservatori sono le uniche persone che dovrebbero toccare la parte anteriore o posteriore di un dipinto. Il pannello deve essere tenuto per i bordi utilizzando guanti in nitrile e trasportato con due mani o in tandem da due persone, a seconda delle dimensioni. I dipinti non dovrebbero mai essere maneggiati più di uno alla volta. La procedura include la pianificazione del trasloco, la gestione e la comunicazione con il personale. È possibile utilizzare carrelli a cavalletto e altri strumenti, tra cui transpallet o piattaforme con ruote orulli per spostare una tavola all'interno di una cassa. Il Metropolitan Museum of Art, il Canadian Conservation Institute e l'Australian Institute for the Conservation of Cultural Material forniscono linee guida generali sulla cura e la manipolazione adeguate.

### Archiviazione

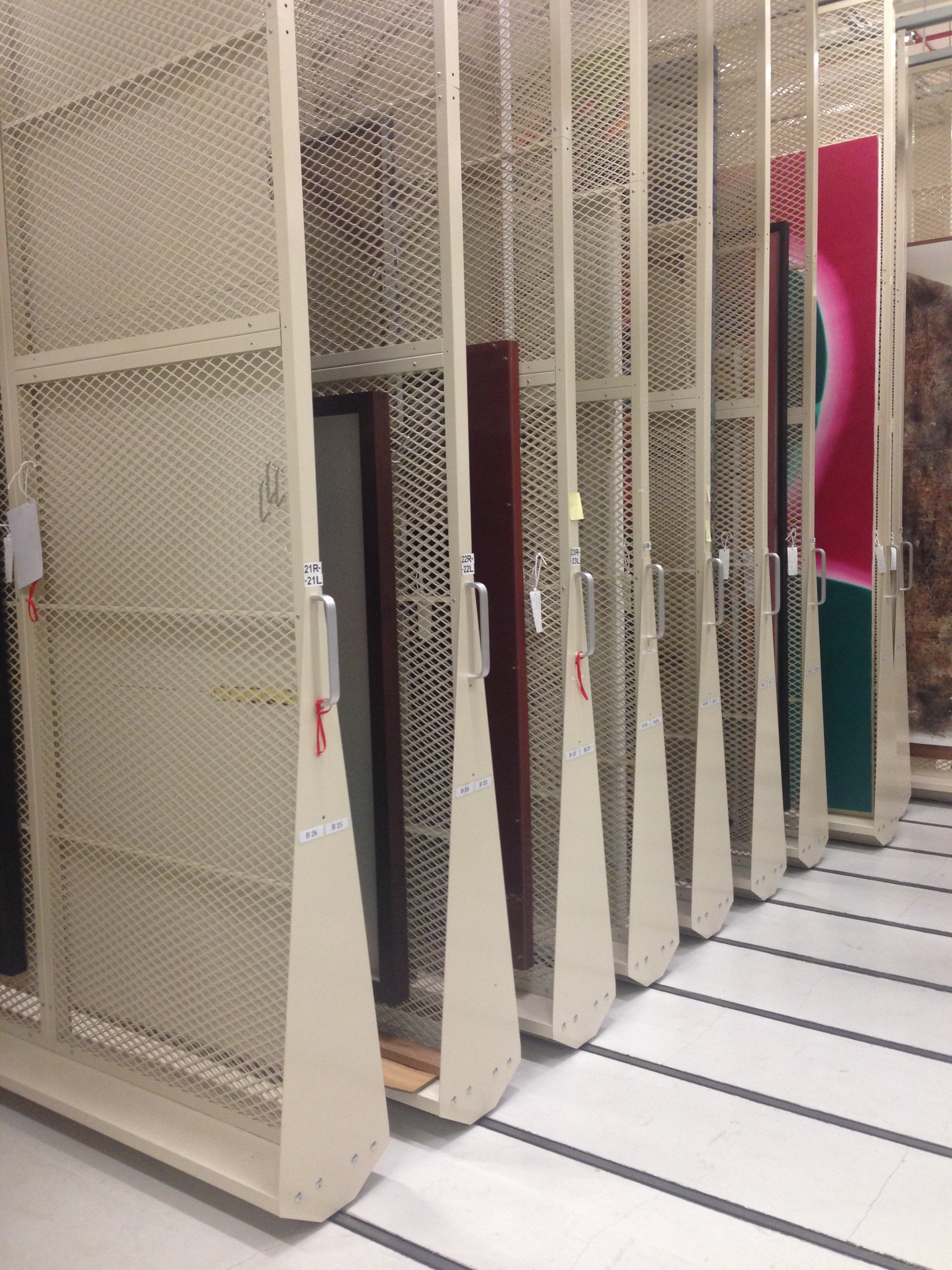
Deposito, Heritage Conservation Centre, Singapore

Tipicamente i depositi dei musei sono attrezzati con telai scorrevoli o scaffalature realizzate in MDF e legno termotrattato rivestito in poliuretano. I ganci a "S" vengono utilizzati per appendere oggetti con la minuteria di sospensione adeguata (ad esempio anelli a D o staffe ad occhiello con filo per immagini) su uno schermo. Le soluzioni di stoccaggio temporaneo includono l'uso di lastre di materiale espanso ad elevata resistenza agli urti, coperte per trasloco/imballaggio e cartone ondulato per archiviazione. Questi metodi di conservazione vengono utilizzati per ridurre al minimo l'esposizione al calore, alla luce, all'umidità e ai parassiti. Tutte le esposizioni sono cumulative, quindi è importante pianificare attentamente le problematiche legate alle condizioni espositive, così come il trasporto e lo stoccaggio degli oggetti quando non vengono esposti. Poiché gli oggetti diventano più fragili nel tempo, la capacità di esporli può essere messa alla prova da problemi di deterioramento.

## Agenti di deterioramento

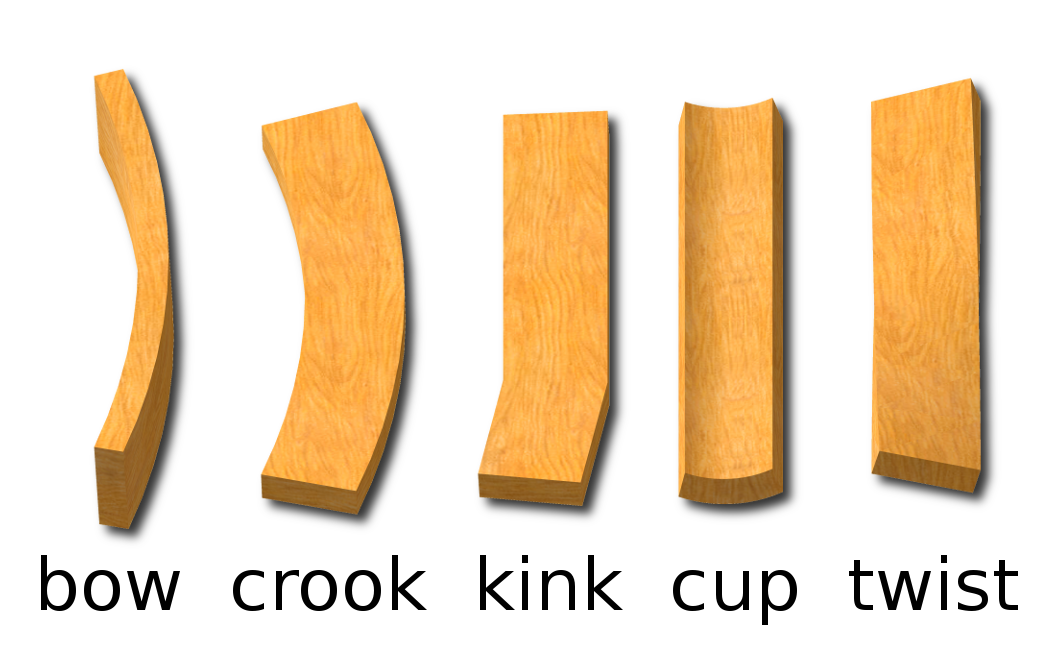
Illustrazione digitale di diversi tipi di deformazione del legno

I danni possono verificarsi per una serie di ragioni, generalmente note come agenti di deterioramento, i quali includono:

### Forza fisica
Una cattiva gestione, una movimentazione eccessiva, una caduta o una conservazione impropria possono causare danni fisici ai dipinti su tavola.

### Fuoco
Il fuoco può distruggere completamente un dipinto, oppure il danno può essere causato dal calore e dal fumo di un incendio. La pellicola pittorica potrebbe diventare fragile e il legno potrebbe deformarsi.

### Temperatura e umidità relativa
I dipinti possono essere influenzati dalle fluttuazioni della temperatura e dell'umidità relativa. La bassa umidità riduce i cambiamenti chimici dei materiali ma aumenta i rischi di danni meccanici alla superficie dipinta rendendola più fragile. Le alte temperature e l'umidità in un magazzino chiuso o in uno spazio espositivo possono causare un eccesso di umidità che deforma il dipinto. L'elevata umidità riduce i danni meccanici come la fragilità della pellicola pittorica, ma aumenta i rischi biologici, ad esempio efflorescenze bianche e macchie dal verde al nero sull tavole. L'elevata umidità aumenta anche il rischio di curvatura o deformazione del legno nel tempo, favorendo lo sfaldamento dello strato pittorico .

### Acqua
I danni causati dall’acqua possono causare rigonfiamenti, come osservato in un caso di studio del Getty Conservation Institute, e le vernici idrosolubili e altri materiali possono dissolversi. Un pannello di legno può anche deformarsi, spaccarsi, restringersi o macchiarsi se esposto all'acqua. Potrebbe verificarsi anche muffa poiché i materiali sono organici.

### Parassiti
In questo caso, i parassiti sono definiti come esseri viventi in grado di danneggiare o distruggere le opere. I microrganismi come muffe o batteri sono considerati parassiti, così come lo sono insetti e roditori. Ognuno dei tre può causare danni al dipinto su tavola, in particolare parassiti del legno come termiti o Camponotus.

### Radiazioni luminose e ultraviolette

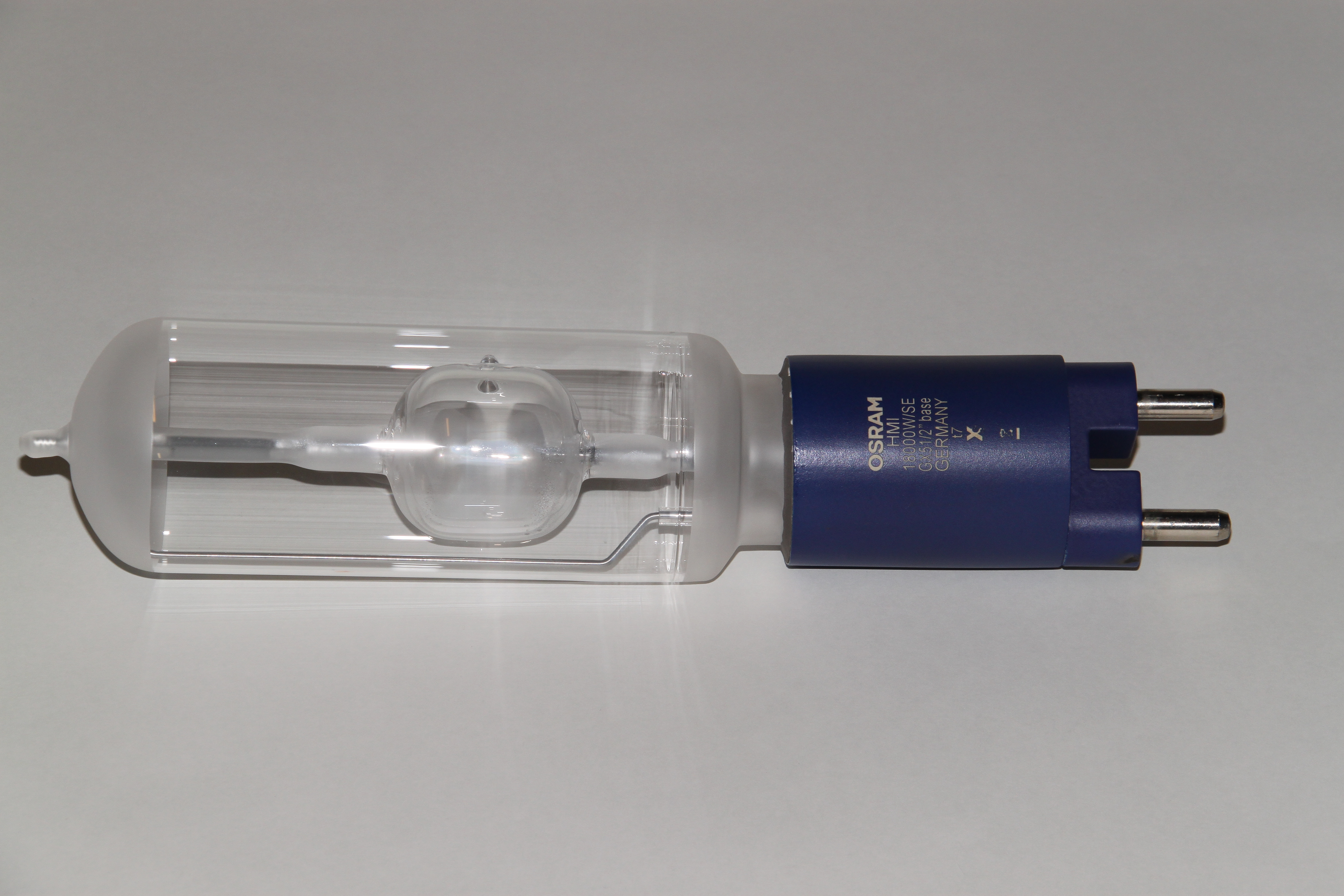
Una lampadina HMI da 18 kW

La sovraesposizione alla luce e alle radiazioni ultraviolette può causare scolorimento nel tempo. La sensibilità dei coloranti di un materiale, o la stima di quanta esposizione alla luce dovrebbe essere in grado di tollerare prima di sbiadire, determina il modo in cui un oggetto può essere conservato ed esposto. Quando si maneggiano i dipinti su tavola, non dovrebbero mai essere esposti al calore, comprese le lampade fotografiche. Si consiglia di utilizzare lampade HMI (Hydrargyrum medium-arc iodide) per fotografare dipinti su tavola.

## Esame
Il primo passo nello sviluppo di un piano di conservazione-restauro è un attento esame per stimare le condizioni sia della tavola che della pittura. Ciò consente ai conservatori di accertare l'entità completa del danno e di effettuare una valutazione del rischio. Le tecniche includono l'osservazione visiva e l'esame tecnicamente assistito con analisi diagnostiche.

### Strutturale

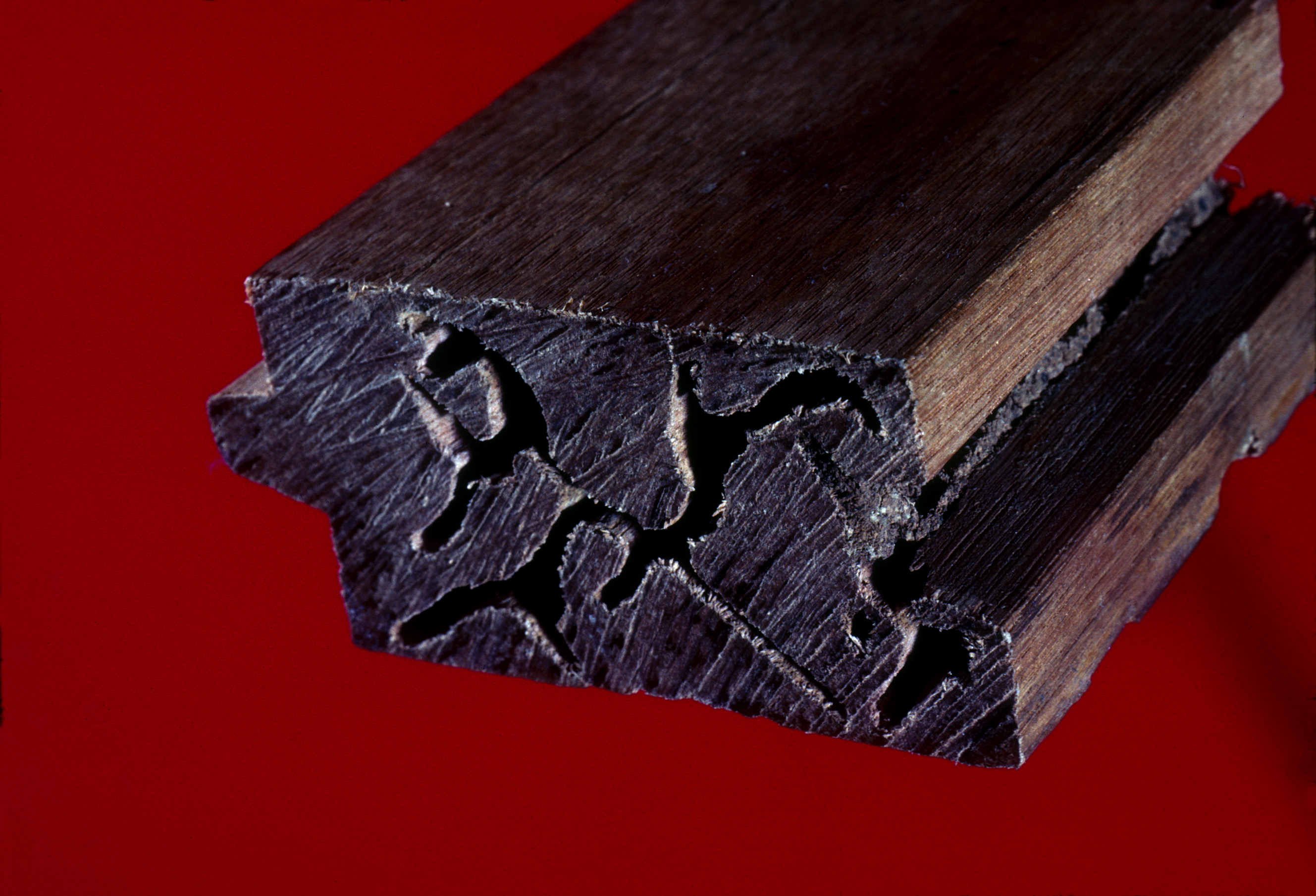
Legno danneggiato da piralide

Le tecnologie comunemente utilizzate per esaminare la struttura dei dipinti e identificare i trattamenti precedenti includono la radiografia e la riflettografia infrarossa (IR). La radiografia rivela il tipo, la condizione e la densità del legno, nonché eventuali danni o attività di parassiti. I "coleotteri dei mobili e delle dispense" possono infossarsi nel legno compromettendone la struttura interna e devono essere trattati prima di procedere con il restauro. L'IR, la fotografia a luce radente e l'osservazione a basso ingrandimento sono utili per determinare danni e distorsioni sulla superficie del legno e della pittura.

### Superficie e pittura
La documentazione fotografica, l'ingrandimento e l'osservazione visiva ad occhio nudo sotto luce diffusa o radente sono metodi comuni di esame della superficie. La radiografia può essere utilizzata anche per rivelare l'opacità di specifici colori di vernice. Il degrado della superficie dei dipinti su tavola è spesso un segno di problemi strutturali sottostanti, fluttuazioni di temperatura e umidità e parassiti del legno.

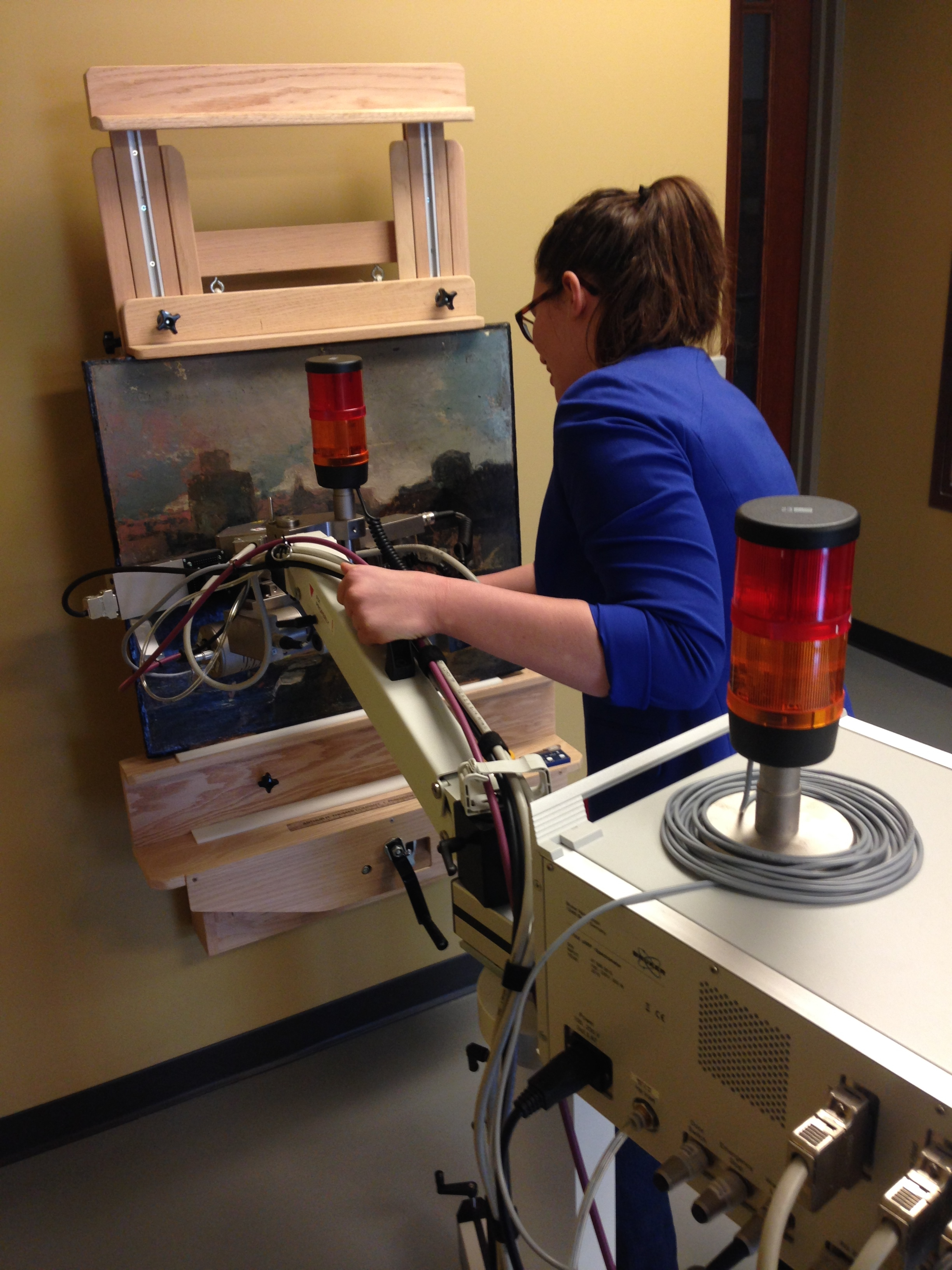
Scienziata dell'Indianapolis Museum of Art Conservation che utilizza una macchina a fluorescenza a raggi X

### Esempi di tecnologia
- L'imaging con trasformazione della riflettanza è un tipo di fotografia che utilizza il calcolo digitale invece dei processi ottici per creare nuovi dati, come verificato con i ritratti delle mummie di Fayyum del Penn Museum[21].
- La fluorescenza a raggi X è una tecnica analitica non distruttiva utilizzata per determinare la composizione elementare dei materiali.
- L'imaging multispettrale[22][23] consente l'estrazione di informazioni che l'occhio umano non riesce a catturare con i suoi recettori visibili per il rosso, il verde e il blu. È stato originariamente sviluppato per l'identificazione e la ricognizione di obiettivi militari.
- Radiografia a raggi X: una tecnica di imaging che utilizza raggi X, raggi gamma o radiazioni ionizzanti e non ionizzanti per visualizzare la forma interna di un oggetto.
- La luce ultravioletta viene utilizzata per osservare lunghezze d'onda più corte della luce visibile.
- La riflettografia infrarossa viene utilizzata per osservare lunghezze d'onda maggiori della luce visibile.

Queste tecnologie sono state impiegate nella conservazione del dipinto di Millais, Ofelia, al museo Tate. Sebbene questo esempio non sia direttamente correlato ai dipinti su tavola, è una preziosa dimostrazione della tecnologia.

## Trattamenti
I trattamenti applicati ai dipinti per attenuare i danni causati dai vari agenti di degrado sono molteplici. Il trattamento consiste in qualsiasi azione intrapresa per stabilizzare, ripristinare o riparare un oggetto; i dipinti su tavola potrebbero richiedere un trattamento contro parassiti, supporti strutturali indeboliti, adesivi difettosi, danni dovuti alla temperatura e all'umidità relativa, sporcizia in generale e altro ancora. La documentazione di tutti i trattamenti applicati a un dipinto su tavola è fondamentale, poiché determina il corso dei futuri sforzi di conservazione e restauro. I seguenti trattamenti sono spesso applicati nella conservazione dei dipinti su tavola:

### Gestione dei parassiti
L'esposizione ai parassiti può causare danni strutturali ai pannelli e ai supporti di legno e dovrebbe essere eradicata prima della conservazione per garantire la longevità dell'oggetto e l'efficacia di procedimenti di conservazione. I metodi di gestione dei parassiti includono:
- Isolamento tramite sacco: isolare i dipinti con carta assorbente, cartone, tessuto o schiuma sigillati in un sacco di polietilene e monitorare la presenza di parassiti per diverse settimane o mesi.
- Bassa temperatura: congelare i dipinti posti all'interno di un sacchetto di plastica sigillato a una temperatura di -29 °C per 4 ore.

La sovraesposizione alle fluttuazioni dell'umidità relativa e della temperatura deve essere monitorata durante la gestione dei parassiti per prevenire danni al dipinto.

### Creazione di supporti

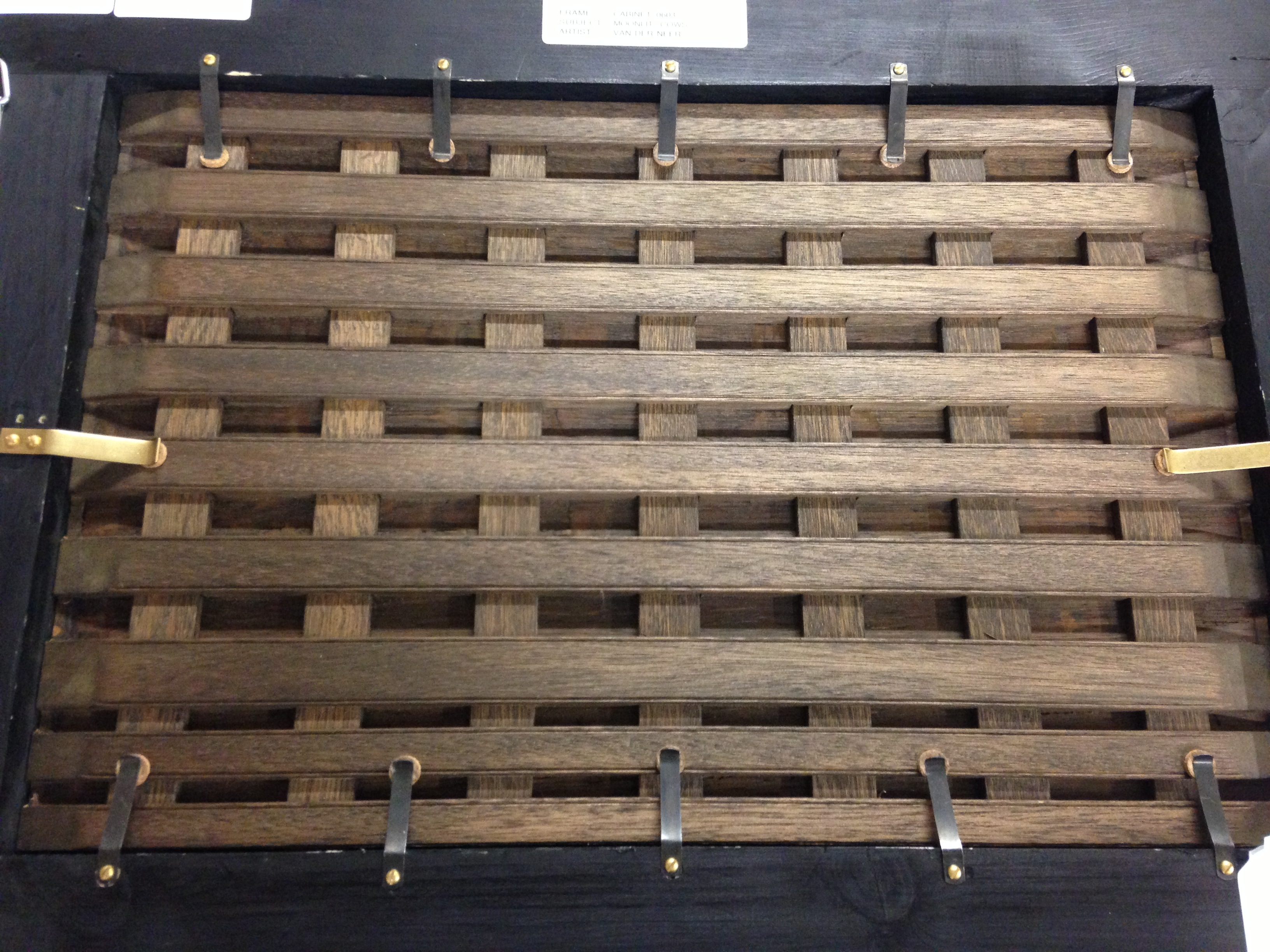
Il processo finito di cradling su un pannello dipinto da Aert van der Neer

Ogni tavola sottoposta a conservazione è soggetta a valutazioni individuali quando si creano strutture di supporto. I restauratori devono attingere alla loro esperienza nella formulazione di piani di trattamento al fine di sviluppare la migliore strategia per ogni singolo dipinto su tavola. Due strutture di supporto comunemente utilizzate nella conservazione includono:
- telai o pannellature interne personalizzate che si adattano al dipinto e fissate con viti, offrendo quindi resistenza al dipinto e consentendo il fissaggio di dispositivi di sospensione senza danneggiare il dipinto[25].
- parchettatura, che si riferisce all'aggiunta di supporti o cornici in legno sul retro dei dipinti. Queste lamelle richiedono flessibilità per consentire il movimento del pannello causato dalle fluttuazioni di temperatura e umidità. Possono prevenire la deformazione poiché forniscono supporto al dipinto[25].

### Applicazione di adesivi
Crepe, giunti allentati e altri danni simili alla verniciatura di un pannello, che possono essere causati da vari agenti di deterioramento, possono essere trattati applicando l'adesivo appropriato. I trattamenti adesivi includono:
- Riattivazione delle colle animali. Le colle animali, spesso realizzate con pelli bovine lavorate, sono adesivi a base proteica, note per la loro longevità e reversibilit,à comunemente utilizzate dai resturatori. Le colle animali possono essere riattivate con il calore, consentendo di effettuare riparazioni laddove i giunti incollati hanno iniziato ad allentarsi[26].
- Aggiunta di colle in emulsione acquosa agli adesivi esistenti e difettosi. Il restauratore può scegliere di aggiungere adesivi aggiuntivi agli adesivi esistenti, a seconda dello stato dell'adesivo esistente.
- Sostituzione degli adesivi difettosi con quelli nuovi. Il conservatore può scegliere di sostituire interamente un adesivo difettoso. In questo caso, il restauratore deve rimuovere con attenzione l'adesivo difettoso dall'area che intende incollare nuovamente. I metodi per farlo dipendono dal tipo di adesivo utilizzato in origine e dai trattamenti successivi. Dopo che l'adesivo originale è stato rimosso, il restauratore può procedere con l'applicazione di un nuovo adesivo.

Tipi di adesivi:
- Adesivi proteici naturali: realizzati con prodotti animali come caseina, albumina, colla di pesce e colla di pelle animale, questi adesivi proteici sono anche chiamati bioadesivi poiché sono realizzati con materiali naturali e sono biodegradabili[28].
- Resine naturali: spesso utilizzate in oggetti storici, le resine naturali (trementina, colofonia, sangue di drago, ecc.) provengono principalmente da alberi, in particolare da conifere come i pini. Altre fonti includono la gommalacca, che è a base di insetti. Le resine naturali non sono solubili in acqua e devono essere miscelate con olio o alcol, a seconda del tipo di resina, prima dell'uso[29].
- Adesivi in resina sintetica: gli adesivi in resina sintetica comunemente usati includono polivinilacetato (PVA), emulsioni di polivinilacetato, Paraloid B-72, nitrato di cellulosa, chiamato anche nitrocelluloide, polivinilbutirrale, emulsioni di polimetacrilato, alcol polivinilico ed Elmer's Glue All, sebbene l'uso di quest'ultima sia dibattuto tra i conservatori[30]. La resina sintetica più comunemente utilizzata nella conservazione, il polivinilacetato (PVA), viene utilizzato come colla e consolidante in base alla sua viscosità. Si ritiene che le colle a viscosità più elevata abbiano migliori capacità di adesione, mentre i PVA a bassa viscosità sono migliori come consolidanti data la loro capacità di penetrare in un oggetto. Le perle di PVA devono essere sciolte in un solvente (l'acetone è comunemente usato) prima dell'uso[30]. I conservatori devono essere cauti nell'applicare questi adesivi su pannelli sottili o a base tessile, poiché potrebbero verificarsi delle distorsioni quando l'adesivo si asciuga.

### Trasferimento di dipinti su nuovo supporto
Il trasferimento dei dipinti su tavola da un pannello instabile ad un nuovo supporto è considerato un soluzione estrema. Questa tecnica è applicabile quando si verifica una forma di degrado nel pannello originale (le possibili cause includono danni da parassiti, perforazioni, deformazioni o assottigliamento del pannello). Il trasferimento dovrà più essere effettuato su tela ma su di un supporto stabile e liscio; sono anche stati studiati dei collanti che permettano una successiva rimozione e ricollocazione dello strato dipinto. Questi trasferimenti sono diventati quasi obsoleti visti i progressi nel campo della conservazione, ma erano comuni in Europa fino agli anni '50. I primi tentativi di trasferire i dipinti su tavola non erano raffinati e portavano a distorsioni nei dipinti, ma negli anni successivi la tecnica divenne più raffinata.

### Essiccazione
La procedura consigliata per i pannelli sommersi a causa di inondazioni prevede l'esposizione a un lungo processo di essiccazione prima di qualsiasi ulteriore lavoro di conservazione. Questo processo non deve essere affrettato per evitare ulteriori danni ai pannelli.

### Conservazione delle superfici dipinte
La conservazione della superficie dipinta varia a seconda dei materiali utilizzati e delle sue condizioni. In generale, la conservazione di una superficie dipinta prevede la pulizia, la rimozione e la sostituzione della vernice degradata ed il ripristino delle carenze di colore. Secondo il Tate Museum, "la pulizia è una fase particolarmente delicata ed impegnativa della conservazione e del restauro dei dipinti. Strati di sporco, vernici scolorite e vecchi restauri che potrebbero deturpare o oscurare parti della composizione vanno accuratamente rimossi".
L'evoluzione dei materiali moderni che possono essere utilizzati nei dipinti su tavola e la loro conservazione ha avuto un impatto positivo sulle tecniche di conservazione. "L'introduzione di leganti sintetici, in particolare acrilici, alchidici, acetato di polivinile e nitrocellulosa, ha prodotto vernici che mostrano tempi di asciugatura rapidi, tendenze ridotte all'ingiallimento, una vasta gamma di aspetti e proprietà di manipolazione e, nel caso di formulazioni in emulsione, grande flessibilità e l'eliminazione dei solventi organici come i diluenti", secondo il Getty Conservation Institute.

## Risorse sull'etica della conservazione
La cura e la gestione dei materiali del patrimonio culturale dovrebbero essere affrontate tenendo conto dell'integrità fisica e simbolica del manufatto. Sebbene le virtù dell’integrità dell’oggetto possano essere contestate negli ambienti professionali, l’obiettivo finale è la preservazione. Le istituzioni sono governate dalla loro dichiarazione di intenti e dalle leggi internazionali, federali e locali relative ai beni del patrimonio culturale. È fondamentale che venga condotta una ricerca approfondita non solo sui materiali ma anche sulle implicazioni etiche e morali della manipolazione di manufatti di valore figurato e letterale. I seguenti collegamenti riguardano l'etica della conservazione, compreso il restauro dei dipinti su tavola.

### Esempi di codici etici
- American Institute for Conservation (AIC) and the Foundation for Advancement in Conservation (FAIC)[35]
- The International Journal of Cultural Property published by Cambridge University Press[36]
- The Getty Conservation Institute[37]
- The Victoria And Albert Museum Conservation Journal[38]
- The Midwest Art Conservation Center[39]